# Cho Yoon-hwan
Cho Yoon-hwan (Incheon, Corea del Sur; 24 de mayo de 1961) es un exfutbolista y entrenador de fútbol de Corea del Sur que jugaba en la posición de defensa.

## Carrera

### Club
| Periodo   | Club             |
| --------- | ---------------- |
| 1985      | Hallelujah FC    |
| 1986–1990 | Yukong Elephants |

### Selección nacional
Jugó para Corea del Sur en 11 ocasiones entre 1983 y 1989 y jugó la Copa Asiática 1988.

### Entrenador
| Periodo   | Club                   |
| --------- | ---------------------- |
| 1991–1998 | Yukong Elephants       |
| 1999–2001 | Bucheon SK             |
| 2001–2005 | Jeonbuk Hyundai Motors |
| 2007      | Harbin Yiteng          |
| 2012–2013 | Becamex Binh Duong FC  |

## Logros

### Jugador
- K-League (1): 1989

### Entrenador
- Korean FA Cup (1): 2003

### Individual
- Mejor Equipo de la K-League (1): 1989